# Siphonodentalium summa
Siphonodentalium summa är en blötdjursart som först beskrevs av Takashi A. Okutani 1964.  Siphonodentalium summa ingår i släktet Siphonodentalium och familjen Gadilidae. Inga underarter finns listade i Catalogue of Life.